# Langenstein (Harzvorland)
Langenstein is een plaats en voormalige gemeente in de Duitse deelstaat Saksen-Anhalt, gelegen in de Landkreis Harz. De plaats telt 1.929 inwoners.

## Zie ook

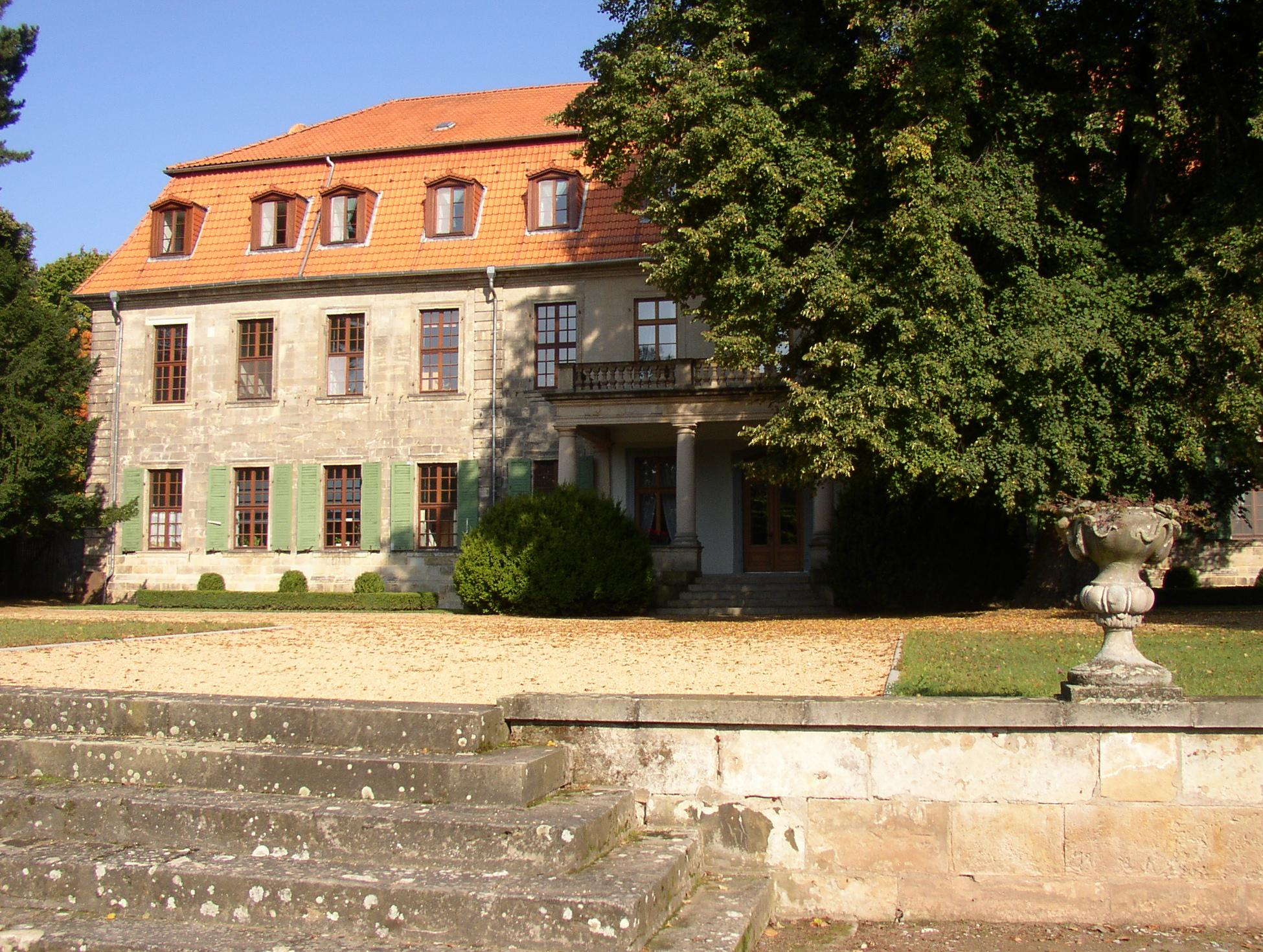
Slot